# T1 (Стамбульський трамвай)
T1, офіційно назва трамвайна лінія T1 Кабаташ — Багджилар (тур. T1 Kabataş–Bağcılar tramvay hattı) — трамвайна лінія стамбульського трамваю, під орудою Metro Istanbul.
Прокладена від Кабаташа до Багджилара через Еміньоню, загальною довжиною 18,5 км.
.

## Історія
Перша черга Т1 була відкрита між Аксарай і Беязітом 13 червня 1992 року і пізніше була продовжена спочатку до Топкапи і Зейтінбурну, а потім до Еміньоню.
29 червня 2006 року було відкрито продовження Еміненю — Кабаташ, що зробило можливим пересадку на фунікулер Таксим — Кабаташ.
3 лютого 2011 року T1 має сполучення з T2, який відкрився в 2006 році між Зейтінбурну і Багджилар, при цьому станції T2 були переобладнані на низькопідлогові.

## Рухомий склад
На момент відкриття в 1992 році Т1 використовував високопідлогові трамваї виробництва ABB.
Згодом вони були замінені двома типами низькопідлогових трамваїв, які зараз використовуються на лінії.
Обидва типи оснащені кондиціонером і зазвичай працюють у парі.

### Bombardier Flexity Swift A32

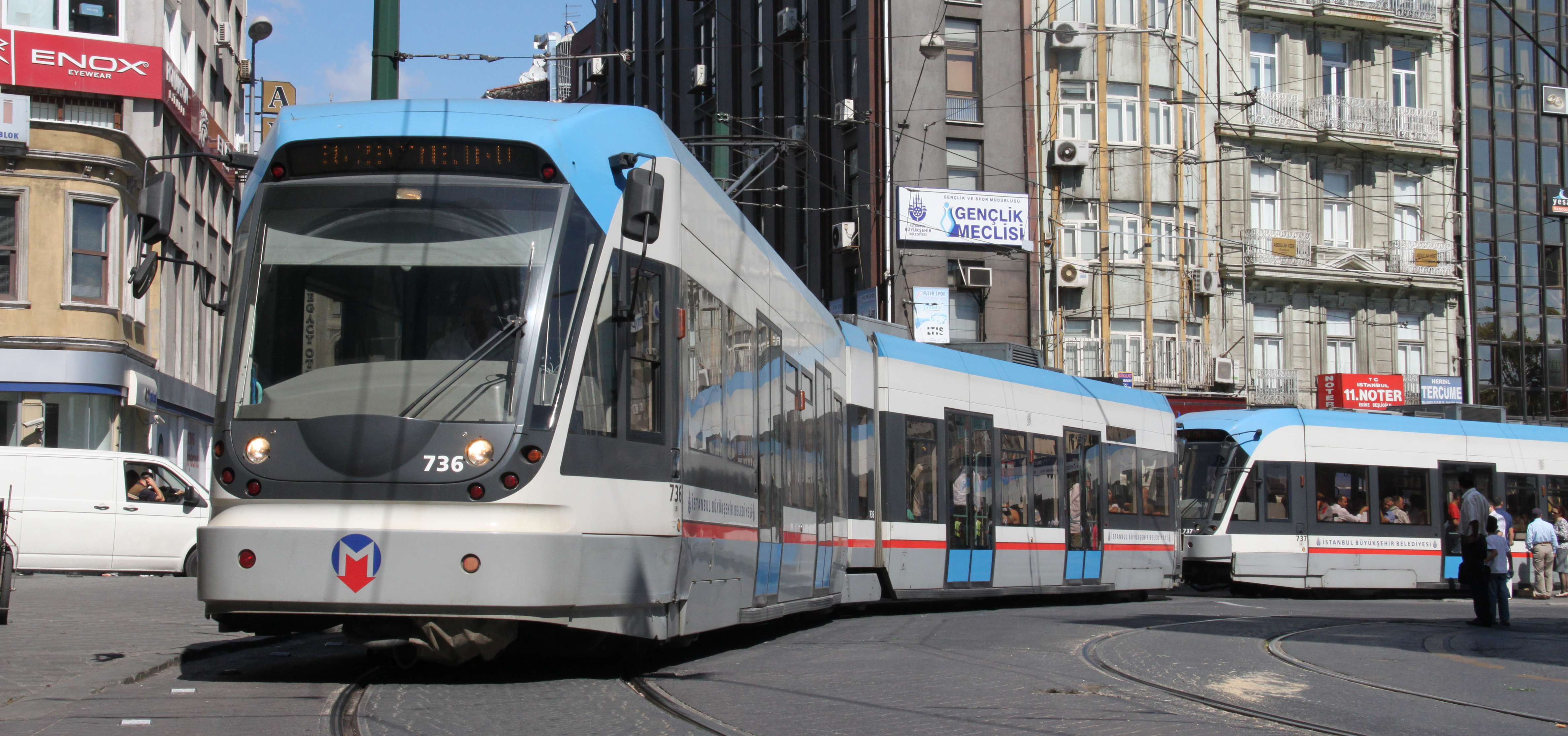
Bombardier Flexity Swift A32

В 2001 році транспортне управління Стамбула розмістило замовлення на 55 трамваїв Bombardier Flexity Swift A32.
Вони введені в експлуатацію в 2003 році, коли платформи на лінії були перебудовані для використання низькопідлогових трамваїв.
Трамваї мають максимальну швидкість 70 км/год, загалом 64 місця для сидіння + 10 крісел, що розкладаються, а максимальна місткість — 272 пасажири.

### Alstom Citadis X04

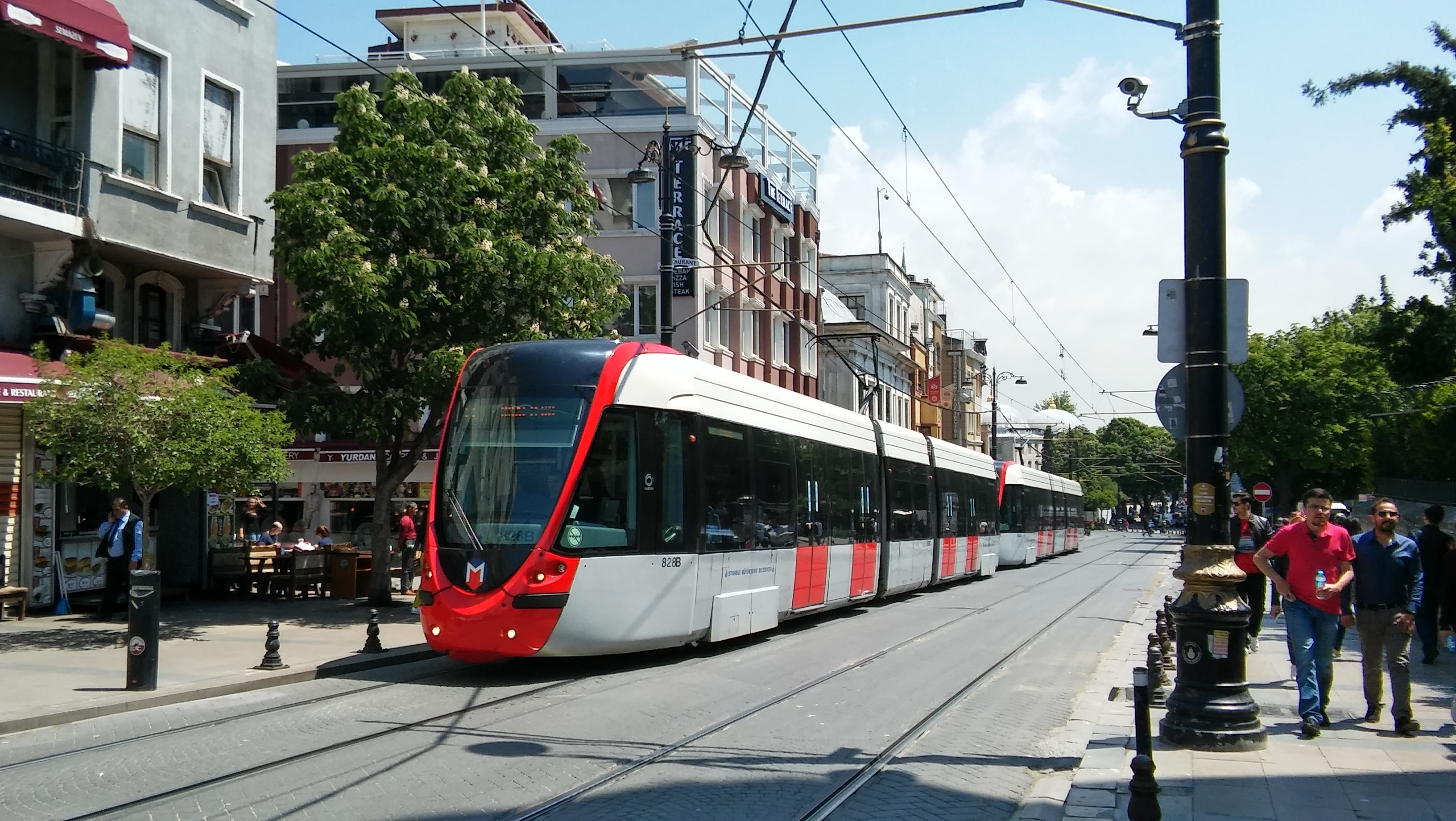
Alstom Citadis X04

В 2007 році було замовлено 37 трамваїв Alstom Citadis X04 для заміни високопідлогових трамваїв, що курсують на лінії T2 Зеїтинбурну — Багджилар, в очікуванні злиття ліній T1 і T2 і перетворення колишніх платформ лінії T2 на низькопідлогові.
Перший трамвай був доставлений у вересні 2009 року, а після випробувань трамваї введені в експлуатацію в 2011 році.
Вони також мають максимальну швидкість 70 км/год і максимальну місткість до 500 пасажирів у парі.

## Станції
| No | Станція               | Тип        | Пересадка                                    | Район       | Примітки                |
| -- | --------------------- | ---------- | -------------------------------------------- | ----------- | ----------------------- |
| 1  | Кабаташ               | Наземна    | • • (Кабаташ (термінал)) ・ (Кабаташ (пірс)) | Бейоглу     | Є парковка              |
| 2  | Финдикли              | Наземна    |                                              | Бейоглу     |                         |
| 3  | Топхане               | Наземна    |                                              | Бейоглу     |                         |
| 4  | Каракей               | Наземна    | Тюнель • •                                   | Бейоглу     |                         |
| 5  | Еміненю               | Наземна    | (будується) •                                | Фатіх       |                         |
| 6  | Сиркеджи              | Наземна    | •                                            | Фатіх       |                         |
| 7  | Гюлхане               | Наземна    |                                              | Фатіх       |                         |
| 8  | Султанахмет           | Наземна    |                                              | Фатіх       |                         |
| 9  | Чемберліташ           | Наземна    |                                              | Фатіх       |                         |
| 10 | Беязит                | Наземна    |                                              | Фатіх       |                         |
| 11 | Лалелі                | Наземна    |                                              | Фатіх       | 300 м пішки між лініями |
| 12 | Аксарай               | Наземна    |                                              | Фатіх       |                         |
| 13 | Юсуфпаша              | Наземна    | •                                            | Фатіх       |                         |
| 14 | Хасеки                | Наземна    |                                              | Фатіх       |                         |
| 15 | Финдикзаде            | Наземна    |                                              | Фатіх       |                         |
| 16 | Чапа-Шехреміні        | Наземна    |                                              | Фатіх       |                         |
| 17 | Пазартекке            | Наземна    |                                              | Фатіх       |                         |
| 18 | Топкапи               | Під мостом | •                                            | Зейтінбурну |                         |
| 19 | Джевізлібаг-A.Ö.Y.    | Level      |                                              | Зейтінбурну |                         |
| 20 | Меркез Ефенді         | Level      |                                              | Зейтінбурну |                         |
| 21 | Акшемсеттін           | Level      |                                              | Зейтінбурну |                         |
| 22 | Мітхатпаша            | Level      |                                              | Зейтінбурну |                         |
| 23 | Зейтінбурну           | Level      | •                                            | Бакиркей    | Park and Ride facility  |
| 24 | Мехмет Акіф           | Level      |                                              | Гюнгерен    |                         |
| 25 | Мертер-Текстіл-Сітесі | Level      |                                              | Гюнгерен    |                         |
| 26 | Гюнгерен              | Level      |                                              | Гюнгерен    |                         |
| 27 | Акинджилар            | Level      |                                              | Гюнгерен    |                         |
| 28 | Соганли               | Level      |                                              | Гюнгерен    |                         |
| 29 | Явуз Селім            | Level      |                                              | Гюнгерен    |                         |
| 30 | Гюнештепе             | Level      |                                              | Багджилар   |                         |
| 31 | Багджилар             | Level      |                                              | Багджилар   | 300 м пішки між лініями |